# Círculo judicial
Um círculo judicial ou circuito judicial constitui a jurisdição territorial de um determinado tribunal, nos sistemas judiciários de diversos estados e territórios. 
Mais concretamente, pode consistir em:
1. Jurisdição de um tribunal especial destinado ao julgamento em primeira instância de processos penais ou cíveis complexos;
2. Itinerário fixo seguido por um tribunal itinerante, que se desloca ao longo de diversas cidades e povoações, realizando audiências em cada uma delas;
3. Circunscrição territorial judicial em que se dividem diversos estados e territórios.

## Estados Unidos da América
Na região do Faroeste dos Estados Unidos, estava estabelecida a prática da existência de juízes itinerantes, que se deslocavam frequentemente a cavalo, acompanhados por grupos de advogados, ao longo de um itinerário pré-estabelecido, conhecido como "circuito" (circuit em inglês), realizando audiências nas diversas povoações por onde passavam. Em regiões mais povoadas, a deslocações eram feitas de diligência. O futuro presidente Abraham Lincoln era um desses advogados, que regularmente seguia o circuito no Illinois.
Eventualmente, a carga processual num determinado condado tornar-se-ia suficientemente grande para justificar nele ser fixado um tribunal local permanente. Assim, muitos dos circuitos judiciais (no sentido de "itinerários seguidos por juízes") foram substituídos por juízes permanentes colocados nos tribunais locais, mas o termo histórico permanece em uso como designação de diversas circunscrições judiciais - tanto de âmbito federal como estatual - dos Estados Unidos.
Atualmente, nível federal, existem 13 circuitos de apelação (appellate circuits), cada qual constituindo a área de jurisdição de uma das cortes de apelações dos Estados Unidos. As cortes de apelações são tribunais federais de segunda instância, intermediários entre as cortes de distrito (tribunais de primeira instância) e a Suprema Corte dos Estados Unidos. Conquanto os circuitos de menores dimensões estão sedeados num único edifício, os circuitos com grandes dimensões territoriais dispõem de múltiplas sedes, mantendo a prática de alguns dos seus juízes continuarem a deslocar-se ao longo do circuito para a realização de audiências locais, hoje em dia usando frequentemente o transporte aéreo.

## Portugal
O círculo judicial constituiu um tipo de circunscrição territorial do sistema judiciário de Portugal, que existiu, de forma descontinua, entre 1891 e 2014. Nas suas diversas encarnações, os círculos judiciais caracterizaram-se genericamente como agrupamentos de comarcas ou de outros tribunais singulares para o efeito da constituição de tribunais coletivos.
Os círculos judiciais foram criados, pela primeira vez, através do decreto de 2 de dezembro de 1891, que visava reformar a organização judicial do continente e ilhas adjacentes do Reino. Os distritos judiciais de Lisboa e Porto - nos quais o território de Portugal continental se encontrava então judicialmente dividido - passariam a estar subdivididos em círculos judiciais e estes em comarcas. Não seriam criados círculos no então existente distrito judicial dos Açores, o qual se manteria subdividido diretamente em comarcas. Cada círculo judicial correspondia à area territorial de cada um dos distritos administrativos e sedeava um tribunal coletivo (também referido como "relação de 2ª classe" ), constituído por três juizes de direito privativos, sendo o Ministério Público nele representado por um ajudante do procurador régio. Os tribunais coletivos de círculo assumiriam as funções dos então extintos tribunais administrativos distritais e parte das funções de recurso até então centralizadas nos tribunais da relação. Competia-lhes assim julgar em primeira instância e como recurso as causas até então atribuídas aos tribunais administrativos, bem como julgar como tribunal de recurso as causas cíveis até determinado valor e as causas crimes a que correspondessem processo de polícia correcional. Esta reforma da organização judiciária esteve, no entanto, muito pouco tempo em vigor, sendo na sua maioria revogada entre 1895 e 1896, incluindo a extinção dos círculos judiciais.
O Estatuto Judiciário de 1927 (Decreto nº 13809, de 22 de junho de 1927) criou os círculos criminais. Cada círculo criminal correspondia a um agrupamento de comarcas ou de juízos criminais para o efeito da constituição de um tribunal coletivo criminal. Cada tribunal coletivo criminal seria presidido pelo juiz de direito da comarca ou juízo criminal onde o processo fosse julgado, tendo como adjuntos outros dois juízes das restantes comarcas ou juízos do círculo. O país foi dividido em 75 círculos criminais, a maioria dos quais agrupando três comarcas, mas alguns deles agrupando apenas duas ou mesmo uma única comarca. As comarcas de Lisboa e Porto estavam elas próprias subdivididas, respetivamente, em três e em dois círculos criminais, cada qual agrupando diversos juízos criminais.
No âmbito do Estatuto Judiciário de 1944 (Decreto-lei nº 33547, de 23 de fevereiro de 1944) foram novamente criados círculos judiciais em substituição dos anteriores círculos criminais. Tais como os anteriores círculos criminais, os novos círculos judiciais agrupavam tribunais de comarcas ou outros tribunais singulares para o efeito da constituição de tribunais coletivos de primeira instância, mas estes tinham agora competência para julgar também matérias cíveis e não apenas criminais. O país foi dividido em 99 círculos judiciais, a maioria dos quais agrupando duas comarcas, mas alguns deles compreendendo uma única. As comarcas de Lisboa e Porto subdividiam-se elas próprias, respetivamente, em nove e em seis círculos judiciais, cada qual agrupando dois dos seus diversos tribunais cíveis e criminais. Cada tribunal coletivo seria presidido pelo juiz de direito em cujo tribunal o processo fosse julgado, pelo juiz da outra comarca ou tribunal pertencente ao círculo e pelo substituto legal do primeiro.
Na modalidade definitiva que vigorou até à sua extinção definitiva, os círculos judiciais foram estabelecidos pelo decreto-lei n.º 37047 de 1 de setembro de 1948. Na sua nova forma, os círculos judiciais continuavam a ser agrupamentos de comarcas para efeitos da constituição de tribunais coletivos, mas dispunham agora de juízes privativos aos quais competia a presidência dos mesmos. O tribunal coletivo círculo era assim constituído pelo juiz-presidente do círculo judicial, pelo juiz por onde corresse o processo e por outro juiz da mesma comarca ou - sendo comarca de um só juízo - de uma comarca vizinha. Inicialmente, as comarcas de Lisboa e do Porto não pertenciam a nenhum círculo judicial, com os seus tribunais coletivos a constituírem-se com os próprios juízes de direito das diversas varas cíveis e juízos criminais que as compunham. Aos juízes-presidentes dos círculos judiciais bem como aos restantes juízes de direito a quem incumbia a presidência de tribunais coletivos (juízes das varas cíveis e dos juízos criminais) cabia o título de "corregedor".
Os círculos judiciais foram extintos pela lei n.º 62/2013 (Lei da Organização do Sistema Judiciário) de 26 de agosto de 2014.

## Reino Unido
O rei Henrique II de Inglaterra (1154-1189) instituiu a prática de enviar os seus juízes a percorrer anualmente as regiões rurais do reino para ouvir localmente as disputas, evitando assim que os habitantes daquelas regiões fossem obrigados a deslocar-se a Londres para apresentar os seus casos. Estes juízes deslocavam-se a cavalo, seguindo itinerários pré-estabelecidos conhecidos como "circuitos". Esta prática está na origem dos chamados "tribunais de circuito" (circuit courts em inglês).
Hoje em dia, o sistema judicial de Inglaterra e Gales está dividido em seis circuitos (circuits), que consistem em circunscrições territoriais para a administração de justiça (Norte, Nordeste, Gales e Chester, Midland, Oeste e Sudeste). Este sistema é supervisionado pelo lorde chanceler e integra juízes da Alta Corte de Justiça, juízes de circuito, juízes de distrito, juristas e advogados.